# ミニモニ。ひなまつり!/ミニ。ストロベリ〜パイ
「ミニモニ。ひなまつり!/ミニ。ストロベリ〜パイ」は、女性アイドルグループミニモニ。の3枚目のシングル。

## 内容
- 「ミニモニ。ひなまつり!」は、雛祭りを題材にした楽曲。タイトルは「ひなまつり」だが、曲中では「ひなまちゅり」と発音している[2]。また、歌詞カードでの表記もそうなっている。

- 「ミニ。ストロベリ〜パイ」は、テレビ東京系『おはスタ』挿入歌。

## 収録曲
全作詞・作曲：つんく
1. ミニモニ。ひなまつり!
編曲：小西貴雄
2. ミニ。ストロベリ〜パイ
編曲：酒井ミキオ
3. ミニモニ。ひなまつり! (オリジナル・カラオケ)
4. ミニ。ストロベリ〜パイ (オリジナル・カラオケ)

## 参加ミュージシャン
- 小西貴雄 - キーボード&プログラミング(1)
- 勝浦剛 - マニピュレータ(1)
- 酒井ミキオ - ギター&ピアノ&プログラミング(2)
- 沖山優司 - ベース(2)
- つんく - コーラス(1,2)、ボイス&クラップ(1)、アコースティックギター(2)